# Circlip

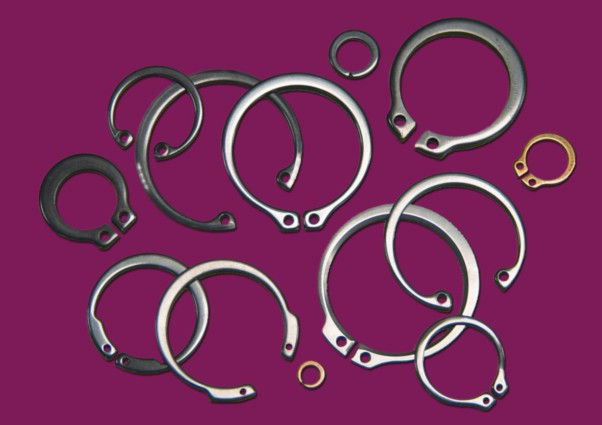
Circlips internos y externos

Un circlip (acrónimo en inglés unión de  círculo  y  pinza ), también conocido como anillo de seguridad, anillo elástico o anillo Seeger, es un tipo de anillo de acero usado para la sujeción o de retención  de algún tipo de pieza, que consiste en un aro de un  metal semi-flexible con extremos abiertos que puede ser encajado en una ranura  mecanizada, sobre un pasador o en alguna otra parte, de manera que permite la rotación de dicha pieza, pero evitando su  movimiento lateral.

## Tipos

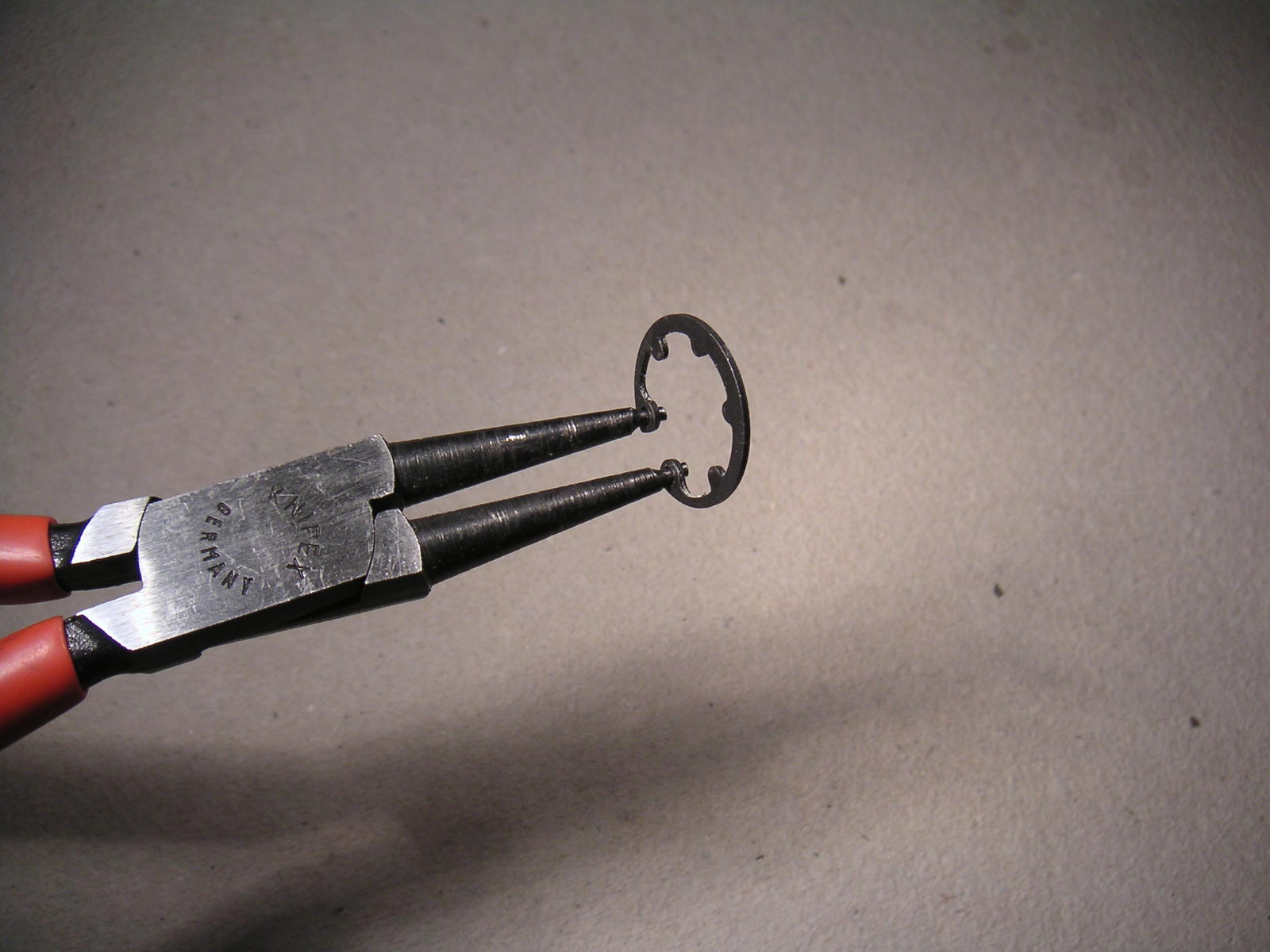
Abriendo un circlip interno

Hay dos tipos básicos: internos y externos, en referencia a si se montan dentro de un agujero cilíndrico o sobre un eje. Los anillos de seguridad a menudo se utilizan para retener los bulones de los pistones, a ese tipo de circlips que se les conoce como clips retenedores (EE. UU.) o gudgeon clips (Reino Unido).
El anillo de seguridad más utilizado en distintas aplicaciones es un simple anillo de muelle de acero (resorte anillo), o bien un anillo de alambre liso.

## Instalación y lubricación

Este diagrama ilustra el desmontaje de un anillo de retención del buje trasero de una bicicleta, en el que se utiliza para retener la corona trasera.

Cuando los anillos de seguridad están hechos en chapa de metal estampada, tienen un lado liso y un lado áspero (con rebabas). Para evitar posibles daños, los anillos de seguridad se instalan con el lado liso hacia la parte interna (móvil) y el lado áspero hacia afuera. Se requiere algún tipo de lubricación (húmeda o seca) para que el anillo de seguridad pueda mantener su funcionalidad.
Los anillos de seguridad, tanto internos como externos, están diseñados para ser extraídos o insertados con unas pinzas especiales (pinzas de circlip) mediante los cuales se pueden volver a montar los circlips, pero en situaciones adecuadas se puede suplir su función con alicates de punta fina (para los clips internos) o haciendo palanca con un destornillador de cabeza plana (para los clips internos o externos).

## Materiales
Los Circlips suelen estar hechos de acero al carbono, acero inoxidable o cobre berilio y pueden tener una variedad de recubrimientos para la protección contra la corrosión dependiendo del tipo de entorno en el que se utilizan.

## Ventajas
Los Circlips eliminan el roscado, el taladrado y otras operaciones de mecanizado asociadas con sujetadores más tradicionales, como tornillos, tuercas, pernos, pasadores, arandelas, etc. Por lo tanto, este proceso es más económico y más respetuoso con el medio ambiente. Reduce la cantidad de residuos y ahorra tiempo.